# Викулина, Мария Александровна
Мари́я Алекса́ндровна Вику́лина (род. 11 ноября 1990, Свердловск) — актриса Екатеринбургского театра юного зрителя, музыкант.

## Биография
Родилась 11 ноября 1990 года в Свердловске в актёрской семье: мать — балерина, отец — Александр Викулин, заслуженный артист России. Девочку из театральной семьи с детства тянуло в творческую сферу — занималась балетом, музыкой и фортепиано. Музыкально одарённая, Мария обучалась в Уральском музыкальном колледже, играла на музыкальных инструментах: фортепиано, аккордеоне и гитаре, занималась вокалом, танцевала классический, джаз-модерн, народный танец и contemporary dance.
Свою первую настоящую роль сыграла в 14 лет, в 2005 году, когда была приглашена в спектакль «Стойкий оловянный солдатик» Екатеринбургского ТЮЗа, который ставил режиссёр Вячеслав Кокорин и на роль Прекрасной балерины нужна была пластичная девочка, умеющая танцевать на пуантах. В 2006 году спектакль был участником III Всероссийского фестиваля театрального искусства для детей «Арлекин» в Санкт-Петербурге, а в 2011 было сыграно сотое представление.
Когда в колледже близился выпускной класс и одноклассники готовились поступать в консерваторию, Марии захотелось попробовать свои силы на сцене, в драматическом театре. И она стала готовиться к экзаменам в Екатеринбургский государственный театральный институт. Курс в тот год набирал мастер — Андрей Иванович Русинов, доцент кафедры мастерства актёра, лауреат премии им. М. И. Царёва «За успешное воспитание актёрской смены», актёр и режиссёр.
В 2009 году, окончив колледж (класс Александрины Герлах) с красным дипломом, она поступила в ЕГТИ к Русинову на кафедру актёрского мастерства.
 В 2013 году во время дипломной декады курс А. И. Русинова отсматривали режиссёры разных театров. И после Марию пригласили в Екатеринбургский театр юного зрителя, в её родной театр. Так по окончании театрального института она была принята в труппу Екатеринбургского театра юного зрителя.
 С того дня Мария Викулина работает в ТЮЗе, где исполнила около двух десятков ролей. Также с 2013 года играет в камерных спектаклях екатеринбургского Дома актёра. Сотрудничает с «Театром слова» народной артистки России Тамары Ворониной и участвует в камерных концертах Свердловской государственной филармонии.
В марте 2016 со спектаклем «Русалочка» выступила во внеконкурсной программе фестиваля «Золотая маска» в Москве дважды — вместо одного запланированного показа по просьбе организаторов пришлось устроить второй — в зале вместе со зрителями присутствовали артисты московских театров и вновь пришедшие эксперты «Золотой маски», видевшие его прежде, но пожелавшие повторить ещё раз.
Работая над ролью Русалочки, актриса добилась разрешения ходить на уроки «Провинциальных танцев», артисты которых вместе с Татьяной Багановой принимали участие в постановке.

В кругу профессиональных танцовщиков великолепно солирует молодая актриса ТЮЗа Мария Викулина, которая практически без слов, только почти балетной пластикой передала драму безнадежной любви и трагедию хрупкой поэзии, вдребезги разбитой при первой же встрече с вульгарным примитивом жизни: «любовная лодка разбилась о быт», — сказал бы Маяковский.
 Остаётся единственный вопрос: почему это чудо идёт во внеконкурсной программе?
— Валерий Кичин, «Российская газета» 14 марта 2016

В апреле 2016-го «Русалочка» была в конкурсе на XIII Всероссийском фестивале театрального искусства для детей «Арлекин», где главную роль Викулиной отметили специальной премией СТД РФ. C «Русалочкой» актриса также выступила на Детском театральном фестивале «Маршак» в Воронеже и фестивале юного зрителя «Язык мира» в Красноярске.
С июня 2016 года актриса исполняет главную роль во впервые появившемся в Камерном театре мюзикле «Небесный тихоход» на музыку Марка Самойлова по пьесе Алексея Яковлева.

## Театральные работы
| Театр                                              | Спектакль                         | Роль                                                        |
| -------------------------------------------------- | --------------------------------- | ----------------------------------------------------------- |
| Екатеринбургский театр юного зрителя               | Аладдин и волшебная лампа         | Служанка Будур                                              |
| Екатеринбургский театр юного зрителя               | Бременские музыканты              | Принцесса, Хор                                              |
| Екатеринбургский театр юного зрителя               | Вишнёвый сад                      | Аня                                                         |
| Екатеринбургский театр юного зрителя               | Золушка                           | Золушка                                                     |
| Екатеринбургский театр юного зрителя               | Кот в сапогах                     | Принцесса / Цветочница / Жители сказочного города           |
| Екатеринбургский театр юного зрителя               | Маленькая принцесса               | Бекки                                                       |
| Екатеринбургский театр юного зрителя               | Морозко                           | Настенька                                                   |
| Екатеринбургский театр юного зрителя               | Незнайка на Луне                  | Земные коротышки, Лунатики                                  |
| Екатеринбургский театр юного зрителя               | Прощание в июне                   | Красавица / Белла Ахмадулина                                |
| Екатеринбургский театр юного зрителя               | Похождения бравого солдата Швейка | Пуля                                                        |
| Екатеринбургский театр юного зрителя               | Русалочка                         | Русалочка                                                   |
| Екатеринбургский театр юного зрителя               | Свет новогодней звезды            | Снегурочка                                                  |
| Екатеринбургский театр юного зрителя               | Сиротливый Запад                  | Герлин Келлегер                                             |
| Екатеринбургский театр юного зрителя               | Сказка о потерянном времени       | Марфа Васильевна, злая волшебница / Ученики 5-го «Б» класса |
| Екатеринбургский театр юного зрителя               | Собачье сердце                    | Девочки Айседоры                                            |
| Екатеринбургский театр юного зрителя               | Стеклянный зверинец               | Лаура Уингфилд                                              |
| Екатеринбургский театр юного зрителя               | Стойкий оловянный солдатик        | Прекрасная балерина                                         |
| Екатеринбургский театр юного зрителя               | Стоптанные на балу туфельки       | Царская дочь                                                |
| Екатеринбургский театр юного зрителя               | Тайные сказы о золоте             | Змеёвка, Подружка Марьюшки, Болотница                       |
| Екатеринбургский театр юного зрителя               | Тайна волшебной силы              | Снегурочка                                                  |
| Екатеринбургский театр юного зрителя               | Шли девчонки по войне             | Люда Рунова, сержант                                        |
| Екатеринбургский театр юного зрителя               | Щелкунчик                         | Кукла / Подданная сказочного королевства                    |
| Камерный театр Объединённого музея писателей Урала | Небесный тихоход                  | Елена Павлова, корреспондент                                |
| театр Дома актёра                                  | Чайка                             | Нина Заречная                                               |
| театр Дома актёра                                  | Вешние воды                       | Джемма                                                      |
| театр Дома актёра                                  | Что означет быть собой всецело?   | (слово)                                                     |

## Премии
- лауреат Международного конкурса в Болгарии в номинациях «Фортепианное исполнительство» и «Танец соло», специальный диплом «За многогранную одарённость»
- специальный приз жюри конкурса и фестиваля «Браво!» — 2015 за роль Русалочки в музыкальном спектакле «Русалочка» Екатеринбургского ТЮЗа[19]
- специальная премия Союза театральных деятелей РФ на XIII Всероссийском фестивале театрального искусства для детей «Арлекин» 2016 года — за роль Русалочки в спектакле «Русалочка» Екатеринбургского ТЮЗа[20]